# Microclysia philippii
Microclysia philippii là một loài bướm đêm trong họ Geometridae.